# Кизилобинський сільський округ
Кизилоби́нський сільський округ (каз. Қызылоба ауылдық округі, рос. Кызылобинский сельский округ) — адміністративна одиниця у складі Жангалинського району Західноказахстанської області Казахстану. Адміністративний центр — село Кизилоба.
Населення — 1636 осіб (2021; 1965 у 2009, 1922 у 1999, 1760 у 1989).
Станом на 1989 рік існувала Красногорська сільська рада (села Айтпай, Каракудук, Красногорське, Тайпак, Торткулак).

## Склад
До складу округу входять такі населені пункти:
| Населений пункт | Старі назви   | Населення, осіб (1989) | Населення, осіб (1999) | Населення, осіб (2009) | Населення, осіб (2021) |
| --------------- | ------------- | ---------------------- | ---------------------- | ---------------------- | ---------------------- |
| Айтпай, село    | -             | 107                    | 209                    | 101                    | 200                    |
| Каракудук, село | -             | 240                    | 0                      | -                      | -                      |
| Кизилоба, село  | Красногорське | 1006                   | 1524                   | 1646                   | 1249                   |
| Тайпак, село    | -             | 142                    | -                      | -                      | -                      |
| Торткулак, село | -             | 265                    | 189                    | 218                    | 187                    |